# NGC 2616
NGC 2616 is een lensvormig sterrenstelsel in het sterrenbeeld Waterslang. Het hemelobject werd op 9 maart 1886 ontdekt door de Amerikaanse astronoom Lewis A. Swift.

## Synoniemen
- UGC 4489
- MCG 0-22-21
- ZWG 4.69
- PGC 24129